# Spodoptera albisparsa
Spodoptera albisparsa är en fjärilsart som beskrevs av Walker 1862. Spodoptera albisparsa ingår i släktet Spodoptera och familjen nattflyn. Inga underarter finns listade i Catalogue of Life.